# Charline de Lépine
Véronique-Charline de Lépine est une productrice et scénariste française[réf. souhaitée] de nationalité colombienne[réf. souhaitée], présidente[réf. souhaitée] de Macondo Productions[réf. souhaitée].

## Biographie
Née le 27 mars 1962 à Dinan (22, France). Titulaire d'une licence d'espagnol (Sorbonne Paris IV), d'une maîtrise de communication (DESTEC Sorbonne Paris IV) 
Entre 1983 et 1988 elle vit en Colombie et travaille sur des longs métrages et des séries. De retour en France elle intègre l'équipe des Films Christian Fechner ( Camille Claudel, Palace, David Lansky, Mes meilleurs copains)  puis à partir de janvier 1990 elle rejoint Alain Clert chez Son et Lumière. Associée pendant 8 ans elle produit de nombreuses séries dont Avocats et Associés et Engrenages.
En 2006 elle crée la société Macondo qu'elle détient toujours en association avec le groupe Tétra Média/ITV. 

## Filmographie

### Comme productrice
- Avocats et Associés 1998/2007
- Le Temps Meurtrier (2005)
- Engrenages (2006 création de la série)
- La Deuxième vérité
- La Commune
- La Commanderie (2009)
- Monsieur Julien (2009)
- Amoureuse (2010)
- L'attaque (2010/2011)
- Les hommes de l'ombre (2012/2016)
- Speakerine (2017)
- Piste noire (2021)